# استان استیوایر
استان استیوایر (به لاتین: Estuaire Province) یک منطقهٔ مسکونی در گابن است که در گابن واقع شده‌است. استان استیوایر ۲۰٬۷۴۰ کیلومتر مربع مساحت و ۸۹۵٬۶۸۹ نفر جمعیت دارد.